# Ola Gjeilo
Ola Gjeilo (Skui bij Bærum, 5 mei 1978) is een Noors componist en pianist.

## Opleiding
Gjeilo's opleiding als pianist begon bij Wolfgang Plagge (klassiek) en Ole Henrik Giørtz (jazz). Na zijn studie aan de Noorse Academie voor Muziek (Norges musikkhøgskole), zette hij zijn studie compositie voort aan de Royal Academy of Music in Londen. In 2001 trok hij naar New York, waar hij in 2006 een mastertitel in klassieke compositie behaalde aan de Juilliard School. Hierna studeerde hij ook nog filmmuziek in Beverly Hills. Gjeilo woont en werkt fulltime als componist in New York.

## Composities
Gjeilo's composities bestaan vooral uit werken voor piano, harmonieorkest en koor (al dan niet met piano- of orkestbegeleiding). Ook bracht hij een aantal cd's uit, waarop deze composities gebundeld werden:
- Stone Rose (2007)
- Northern Lights (2009)
- Sunrise Mass (2010)
- Piano Improvisations (2012)
- Shades of Violet (single, 2012)
- Departures (single, 2012)
- Dark Night (2013)
- Voces8: Eventide (2014)
- Song of the universal